# One Nite in Mongkok
One Nite in Mongkok (Wong gok hak yau) è un film del 2004 diretto da Derek Yee.

## Trama
Lai-Fu (Daniel Wu), killer professionista, viene assoldato da un mafioso locale per uccidere un boss rivale. Prima di portare a termine il suo mandato incontra casualmente una prostituta proveniente dalla Cina, Dan Dan (Cecilia Cheung), che viene picchiata da un cliente. Lai-Fu la protegge, e i due cercano di nascondersi dall'uomo. Durante la ricerca di un nascondiglio Lai-Fu scopre che la polizia, capitanata dall'ispettore Milo e aiutata dal mafioso che l'ha assoldato, è sulle sue tracce.

## Riconoscimenti
- 2004 - Golden Horse Film Festival
  - Nomination Miglior film a Derek Yee
  - Nomination Miglior regia a Derek Yee
  - Nomination Miglior fotografia a Keung Kwok-man
  - Nomination Miglior coreografie action a Chin Kar-Lok
- 2005 - Chinese Film Media Awards
  - Miglior attore a Alex Fong
  - Nomination Miglior film a Derek Yee
  - Nomination Miglior attrice a Cecilia Cheung
  - Nomination Miglior regia a Derek Yee
  - Nomination Miglior sceneggiatura a Derek Yee
- 2005 - Hong Kong Film Awards
  - Miglior regia a Derek Yee
  - Miglior sceneggiatura a Derek Yee
  - Nomination Miglior film a Derek Yee
  - Nomination Miglior attore a Alex Fong
  - Nomination Miglior attrice a Cecilia Cheung
  - Nomination Miglior attore a Daniel Wu
  - Nomination Miglior fotografia a Kwok-Man Keung
  - Nomination Miglior montaggio a Ka-Fai Cheung
  - Nomination Miglior coreografie action a Chin Kar-Lok
  - Nomination Miglior colonna sonora originale a Peter Kam
  - Nomination Migliori effetti sonori a Benny Chan
- 2005 - Hong Kong Film Critics Society Awards
  - Miglior regia a Derek Yee
  - Nomination Miglior sceneggiatura a Derek Yee
  - Nomination Miglior film a Derek Yee
- 2005 - Golden Bauhinia Awards
  - Miglior regia a Derek Yee
  - Nomination Miglior attore a Daniel Wu
  - Nomination Miglior sceneggiatura a Derek Yee
  - Nomination Miglior attrice a Cecilia Cheung
  - Nomination Miglior film a Derek Yee